# Gaafu Dhaalu
Cette page contient des caractères et des mots thâna comme ހ ou ފ. En cas de problème, consultez l’article Thâna ou testez votre navigateur.
Gaafu Dhaalu est une subdivision des Maldives composée de la partie Sud de l'atoll Huvadhu. Ses 18 485 habitants se répartissent sur 10 des 153 îles qui composent la subdivision. Sa capitale est Thinadhoo.